# Трибутум
Трибу́тум (лат. tributum) — в древнеримском государстве обложение, которому подлежали имущество римских граждан и провинциальные земли, составлявшие общественную собственность (ager publicus).

## История
Сначала трибутум вносили подушно, а не поимущественно, пока Сервий Туллий не ввёл tributum ex censu. Эта подать, вносимая по имуществу (обыкновенно одно промилле, иногда два или три), всегда назначалась сообразно с потребностями и служила только для военных целей, особенно для жалованья солдатам (Стипендиум). После удачной войны побеждённый враг должен был выплачивать военные издержки, из которых граждане получали свой трибутум обратно, так что трибутум можно назвать собственно принудительным займом. Если казна сама обладала достаточным количеством денег, то трибутум не взимался и потому после большой македонской добычи в 168 году до нашей эры был совсем отменён.
Но зато при императорах вся Италия, кроме Рима и ближайших его окрестностей, вносила подати натурой на содержание двора и войска. Отсюда происходит противопоставление Italia annonaria и urbicaria. Упоминаемая один только раз (Фестом под словом tribatum) tributum in capita была, вероятно, невозвращаемая подать, которую вносили aerarii. 
В конце Республики, когда трибут граждан был уничтожен, этим именем стали обозначать подать жителей провинций, называемую собственно стипендиум. Эта подать, взимаемая местными властями, в противоположность vectigalia, которые отдавались на откуп publicanis, состояла или в определённой сумме денег, ежегодно вносимой всею провинцией (как в Галлии, Британии и других), или же в имущественной подати, конечно постоянно изменявшейся.
При императорах окончательно установилось начатое ещё Августом разделение податей на поземельные и подушные:
- Tributum soli или agri — подать, называемая позже также capitatio или iugatio (от caput или iugum, то есть участок земли, обложенный податью, вероятно 1 %), основывалось на произведённом Августом всеобщем государственном цензе и вносилось с провинций римского народа в aerarium populi Romani, а с императорских — в aerarium militare. Назначение податей называлось indictio. Дальнейшие после неё обязанности исполняли чиновники, подчинённые наместнику — numerarii, tabularii, chartularii; само же взимание производили городские susceptores и exactores. Впрочем, не все провинции были обложены одинаково, многие должны были, кроме поземельной и подушной подати платить ещё особые vectigalia, доставлять хлеб и т. д.;

- Tributum capitis — подушная подать, называемая впоследствии также capitalio, частью налагалась на имущество и мало-помалу получила вид сбора с промышленности, частью же взималась независимо от ценза, подушно, особенно с безземельных бедняков; но все, вносившие tributum soli, были свободны от подушных податей.

## Иное
В вымышленном мире:
- Сьюзен Коллинз — в трилогии «Голодные игры» (трибут — житель одного из дистриктов).
- Гэри Росс — в фильме «Голодные игры».